# 对社会主义的批评
对社会主义的批评（有時稱作「反社會主義」）涉及到各类对于计划经济的社会主义模式及其可行性，以及采用这一体系的政治和社会影响的批评。一些批评没有直接指向作为制度的社会主义，但是指向了社会主义运动、社会主义政党或者现存的社会主义国家。一些批评者认为社会主义是纯粹理论化的概念，以至于应从理论根据上批评（诸如经济计算争论），其他人认为历史上确实存有实例并且可从实际上予以批评。
经济自由主义者和右翼自由意志主义者把生产资料的私有制和自然实体或者道德权利那样的市场交易看作是他们的自由和解放理念的核心，而且把资本主义的经济动态看作是不变和绝对的，所以，他们觉得生产资料中的公有制、合作社和计划经济是对自由的侵犯。
根据奥地利经济学派人士路德維希·馮·米塞斯的学说，一个经济体系不利用金钱、经济核算和市场定价将不能有效定价资本货物和协调生产，因而社会主义是不可能实现的。因为缺少必要的信息以率先实行经济核算。其他对社会主义体系的集中批评基于计划经济是建立在分散的知识的利用上。社会主义在这一观点中不可能实现是因为信息不能被中央机构集中到一起并有效用于对整体经济制定一个计划，因为这么做会导致扭曲或缺乏价格信号。
许多对社会主义的经济学上的批评集中于苏维埃式的计划经济的实践。他们指出计划经济下的企业运作缺少預算線降低了对企业的激励有效的行动的信息，进而降低社会的整体福利。
其他人基于新古典经济学的对社会主义模式的经济学上的批评在于他们依赖于对經濟均衡和柏拉图效率有问题且不切实际的设想。
一些哲学家也批评社会主义的目标，指出那种平等削弱了个体多样性，而且那种平等社会的建立将会产生强权压迫。对社会主义运动的批评还指责社会主义运动的内部冲突是创造一种“空的责任感”。
由于社会主义有多种模式，许多批评仅仅集中于社会主义的特定类型。所以下列现有的批评可能没有包括对所有社会主义形式的批评，而且大多集中于苏维埃式经济实践。这也突出了不同模式的社会主义之间在财产所有权的问题、经济协调和怎样实现社会主义上面的相互冲突——所以对特定模式的社会主义的批评可能会对另一不同类型的社会主义构成吹捧。

## 对中央计划的批评

### 扭曲或缺乏价格信号
经济计算问题是对中央计划经济的批评。最初由路德维希·冯·米塞斯于1920年提出，之后由弗里德里希·哈耶克拓展。这个问题提到如何在经济中理性地分配资源。自由市场依赖于价格机制，其中作为个体的人有能力去决定应该怎样基于他们的意愿分配资源以给指定的货物或商品投入金钱。价格传导含入了反向允许，建立在个人自愿决定、调整以阻止短缺和过剩之上的关于资源的充裕以及他们的期望的信息；米塞斯和哈耶克指出这是仅有的可行的解决办法，而且没有以市场价格提供的信息，社会主义缺乏理性分配资源的办法。他们都认为这一批评是对社会主义的否定并表明社会主义计划经济会无法实行。这一激烈争论发生在1920年代至1930年代，而且这一段特定时期的争论被经济史称作“经济计算争论”。
路德维希·冯·米塞斯在1920年的著名文章《社會主義聯邦的經濟計算》中指出价格体系在社会主义经济中必定缺乏，因为如果政府掌控了生产资料，那就没有可以像仅仅是在社会主义体系内部的货物输送，且不是“交易的对象”那样获取资本财产的价格，不像最终产品。所以他们无法定价，并且因此自从中央计划者不能知道怎样有效的分配有用的资源这一体系必定会变得没有效益。这使得他声称“理性的经济活动在社会主义共同體中是办不到的”。米塞斯在他1922年的著作《Socialism, an Economic and Sociological Analysis》中把他对社会主义的批评发展的更为完善。
弗里德里希·哈耶克在1977年提出“价格是体现了比我们直接拥有的更多的信息的沟通和指导的工具”，而且因此“所有你能带来的相同的建立在通过简单的指令的劳动分工上的秩序的想法彻底失败了”。他进一步指出“如果你需要定价，包括劳动价值，去指导人们到需要的地方，你不能再有除市场原则之外的其他分配。”
路德维希·冯·米塞斯指出建立在计划经济之上的社会主义体系会因价格信号的确实而不能有效分配资源。因为生产资料会被单一实体控制，类似资本财产的价格在计划经济中不能实现。他的论点是社会主义在经济上必败，因为经济计算问题——社会主义政府不可能用经济计算的要求去组织复杂的经济。米塞斯提出没有市场经济就没有合理的价格机制，其中他坚持了实现把资本财物理性和有效的分配到最有意义的用途的基础。根据米塞斯，社会主义会因为不能知晓没有价格的需求而失败。
社会主义的计划者，由此剩下令集体经济蒙蔽的尝试。他不能清楚产品是怎么生产的，产品的相对量，以及以在他的中央计划下的资源和劳工进行生产的最经济最合理的方式。这导致了米塞斯所说的“计划的混乱”，或者在《真理报》上引用的“计划的无政府”……即使我们忽略了社会主义国家的统治者对他们的计划关心很少的事实，即使我们忽视了社会主义中个人激励的缺失，即使我们不顾社会主义下消费者的关注的完全缺失，基本的问题始终一样：最善良的社会主义计划者就不知道我们在做什么。

米塞斯反对社会主义的观点的核心是政府经营的中央计划经济破坏了基本的工具——竞争产生的市场价格——由社会中的人们所做出的理性的经济决定。
这些争论由后来的奥地利经济学派诸如弗里德里希·哈耶克和学者如Hans Sennholz详细阐述。
无政府资本主义经济学家汉斯-赫尔曼·霍普提出，缺乏生产资料定价的时候，就没有能使直接劳动和资源达到最有价值的用途的成本核算。 匈牙利经济学家雅诺什·科尔奈写到“实现市场社会主义的企图……产生了一个混乱的体系，其中存在相互排斥的元素：公有制的统治地位和市场化的运作毫不相容。”
自由放任资本主义的支持者提出即使私人垄断没有遇到真正的竞争，有许多潜在竞争者盯着他们，并且如果他们提供了足够的服务，或者对商品或服务的供应过量，投资者会发起竞争性的企业。
斯拉芬卡·德拉库利奇在她的书《如何在共产主义中存活，甚至一笑置之》（How We Survived Communism and Even Laughed）中宣称导致社会主义计划经济在前苏联阵营的失败的主要原因是为人民生产所渴求的基本的消费品的失败。她指出，因为这些政权领导下的掩饰，对女性的关注受到了特别的忽视。她通过这一体制下洗衣机生产的失败加以特别详细的说明。如果国有行业能持续亏损运营，可能还会无限期实行不能满足消费者需要的产品的生产。如果消费者的需求太低以至于不能支持由消费者自愿支付再加以税收补贴的产业，就会妨碍资源（资本和劳力）到满足更多消费者急需的地方去。据经济学家米尔顿·弗雷德曼，“损失的一部分和利润的一部分一样重要。从政府的社会主义制度区别私营体系的是损失的部分。如果企业家的项目不能运行，他就会关闭；如果是政府经营的项目，就会被扩张，因为没有对利益和亏损因素的约束。”
混沌理论的支持者提出做出准确的长期预测对于像经济学那样高度复杂的系统是做不到的。
皮埃尔-约瑟夫·普鲁东在《19世纪革命的总观念》中提出了相似的计算问题，但也提出了一定的自愿安排，这也要求经济计算。
支持分散型计划的列夫·托洛茨基提出中央计划经济会“没有数以百万计的日常经验，没有他们自己的集体经验的批判性观点，没有他们需要和要求的表达而无法解决，而且不能在官方密室的范围内进行”，并且“即使政治局由七位全能型天才、七个马克思或七个列宁组成，仍不能全凭他们自己，用其所有创造性的想像力，去维持对1.7亿人的经济的指挥。”
米塞斯指出现实世界对自由市场的实行和社会主义原则提供的实证证明了哪一种会取得巨大的成就：
对于苏维埃统治下的俄国人的情况，所有人都同意的唯一肯定的事实是：俄国民众的生活水平要比被普遍认为是资本主义的典范的美国的民众要低的多。如果我们把苏维埃的统治看作一个实验，那么我们会说实验清楚的表明资本主义的优势和社会主义的弱势。
根据Tibor R. Machan，“没有能遵从供需法则分配的市场是难以或者不可能不考虑实际的人的喜好和目标就汇集资源的。”
相比于市场的缺乏，市场社会主义可视作传统社会主义模式的替代品。从理论上讲，传统社会主义和市场社会主义的根本不同在于市场为生产资料资本货品而存在。

### 压制经济民主和自我管理
中央计划同样受到极左翼元素的批评。自由社会主义经济学家Robin Hahnel提出即使中央计划克服了其固有的激励和创新的压制，也不会做到最大程度的经济民主和自我管理，那是他所相信的比经济自由的主流观念更想干的、可靠的、合理的观念。
按照Hahnel的解释，“结合了更民主的政治体系，并且重做成更近似最佳的版本，中央计划经济无疑会做得更好。但他们可能从来不会给予经济的自我管理，他们总是为得到他们不可避免的代价麻木并沮丧而放慢改革，并且他们总是为经济力量增长的细微差别的影响而对增长的不均衡和缓慢敏感。在中央计划之下计划者、管理者和劳动者都得不到奖励以提升社会经济效益。没有即将进入市场的计划体系最终产品给予消费者有明确意义的形式。但是中央计划会和经济民主不相容，即使克服了自身在信息和激励方面的弱势。而且事实是它能够尽可能长的存在只是因为由空前的极权主义政治力量支撑的。”

## 对公有制企业的批评

### 缓慢或停滞的技术进步
经济学家米尔顿·弗里德曼指出社会主义凭借他所指的国家对生产资料的占有妨碍了技术进步，因为竞争受到了抑制。作为证据，他说我们只需看看美国就看到社会主义哪里失败了，通过注意技术最落后的地区是那些政府占有生产资料的地方。他指出，没有回馈机制，许多发明家和投资者将不会冒着风险为研究投入时间或资本。这是美国专利制度与著作权法制定的一个原因。
社会主义被证明在国内外没有多少成果。我们的技术最落后地方是什么？一类邮件投递、学校、司法、立法——都陷入了过时的技术。毫无疑问我们需要社会主义司法和立法系统。我们不需要邮政或学校，像联邦快递和其他邮递公司就说明了，而且通过许多私立学校提供优质教育给贫困青少年的能力减轻了政府运营的学校一半的花费……
我们都理所当然地抱怨军事的浪费、舞弊和无能。为什么？因为那是社会主义活动——看起来没有可行的办法私有化的。但是为什么我们运行社会主义企业的时候应该比俄国人或中国人更好呢？

通过扩展社会主义远远超过那些不可避免的地方，在实行必要的政府职能方面，不仅远逊于可能达到的最佳境界，而且也远逊于以往曾经达到的较好的境界。在贫穷且社会主义者比较少的时代，我们修建了举世瞩目的全国性的道路和桥梁网络和地铁系统。今天我们甚至不能维护它们。

### 减少激励
一些对社会主义的批评指出所得收益的降低减少了对个人的工作激励，由此收入应该尽可能的个体化。对社会主义的批评指出任何一个人人都拥有平等的财富的社会主义会没有对工作的物质刺激，因为工作做得很好的一个人没有为之得到激励。他们进一步指出对所有人提高生产率的奖励和这些损失的影响会导致停滞不前。约翰·斯图尔特·密尔在《政治经济学原理》（1848）一书中说到：
社会主义常见的错误是忽视了人类的天然惰性；他们倾向于被动，习惯于做奴隶，一旦做出选择就会无限期坚持下去。让他们获得一次任何他们认为可以容忍的生存状态，而且会被捕捉到的危险是他们从此停滞不前；将不会自我发挥以提高，并使他们的技能荒废，将会失去即便是阻止他们恶化的环境。竞争可能不是能想象到的最好的刺激，但在目前是必要的，并且没人能预料到什么时候不是进程中必不可少的。
然而，他改变了他的看法并吸收了社会主义的观点，在他的《政治经济学原理》一书中加入章节维护社会主义观点，并为一些社会主义者的动机辩解。这次修订中他还提出激进的建议即整个工资制度应该被废除，代之以合作工资制度。然而，他对平均税收的一些观点保持下来，尽管略有缓和。
经济学家約翰·加爾布雷斯批评社区形式的社会主义在工资/补偿方面促进平等在其对人的动机的假设中是不现实的：
这种希望（平等报酬会导致更高水平的进取心），一个远远超出马克思所传播的，已经被历史和人类实践证明毫无意义。不论好坏，人类达不到如此的高度。一代代的社会主义者和社会主义倾向的领导人感到这会让他们失望并且常常让他们悲伤。基本的现实很清楚：好的社会必须接受男性和女性如其所是。

## 减少繁荣
根据漢斯-赫爾曼·霍普，生产资料社会化的国家不会像生产资料私有化的那样繁荣。古典自由主义经济学家路德维希·冯·米塞斯指出通过国家干预实现更平等的收入的目标必定导致国民收入乃至平均收益的减少。因此，社会主义者追求更平等的财富分配，假设穷人的收入的边际效用大过富人的，按米塞斯的说法这一指令偏向于较低的平均收入超过较高的平均收入的不平等。他认为这一偏好没有合理的正当性。

## 社会和政治影响
弗里德里希·哈耶克在《通向奴役之路》一书中指出某些社会主义者主张的通过生产资料的国有化更平均的分配财富没有政治、经济和人身权利的丧失不能实现。按照哈耶克的说法，实现生产资料和财富分配的控制意味着那些社会主义者必须获得胁迫的重要力量。哈耶克指出社会主义之路导致社会走向极权主义，并指出法西斯主义和纳粹主义是意大利和德国在那段时期的社会主义发展趋势必然的后果。
哈耶克是对倾向社会主义思想的大学教师和知识分子所展现的偏见的批评者。他指出社会主义不是作为社会主义主体的工人阶级的运动，宁可说是“由理论家构建的，源于带着那些长期以来只有知识分子所熟悉的抽象理论的特定倾向；而且被在工人阶级可以被说服去采纳它作为他们的活动之前的知识分子要求长期的努力”。
Peter Self批评传统的社会主义计划经济并反对追求“极端平等”因为他相信那需要“强大的胁迫”且不允许“对不同的个体需求、喜好（工作或者休闲）和才能的合理的认可”。他建议以市场社会主义取代。
客观主义者批评社会主义贬低了个体，并且让人不能选择自己的价值观，做出的决定集中化。他们还反对社会主义者对財產權的漠视。

## 对领导人腐败的说法
一些对社会主义的批评指出，在社会主义国家，领导人要么会变得腐败，要么被贪腐之人取代，并且这会阻碍社会主义的目标实现。
阿克顿勋爵的格言“权力导致腐败”（Power tends to corrupt）被一些对社会主义的批评引用以指出社会主义国家的领导人会比别人更容易腐败，因为社会主义国家有比别国更宽泛的领域。米尔顿·弗里德曼指出私有经济活动的缺少会让政治领导人赋予自己很大的权力。温斯顿·丘吉尔在1945年大选间与他的社会主义竞争对手克莱门特·艾德礼对垒的竞选活动中宣称社会主义为实现其目标要求采用极权主义的方法，包括政治警察。
弗里德里希·哈耶克做出了稍有不同但相关的论点。他勉强承认社会主义运动的领导者有理想化的的动机且没有指出他们会变得腐败或者一旦掌权就诉诸极权主义方法。然而他指出他们想要建立的那一种政权架构最终会吸引新一代的被愤世嫉俗的野心而不是任何理想所刺激的领导人，并且这些新领导人会制定压抑的措施，同时放弃实现最初的社会主义目标的尝试。

## 延伸阅读
- 弗里德里希·哈耶克. . 芝加哥大学出版社. 1988. ISBN 0-226-32068-5.
- 弗里德里希·哈耶克. . 芝加哥大学出版社. 1997. ISBN 0-226-32058-8.